# دوراة غماشكة (سادات محمودي)
دوراة غماشكة (بالفارسية: دوراه غماشکه) هي قرية تقع في إيران في قسم سادات محمودي الريفي. يقدر عدد سكانها بـ 547 نسمة بحسب إحصاء 2016.